# Korpus HIPO

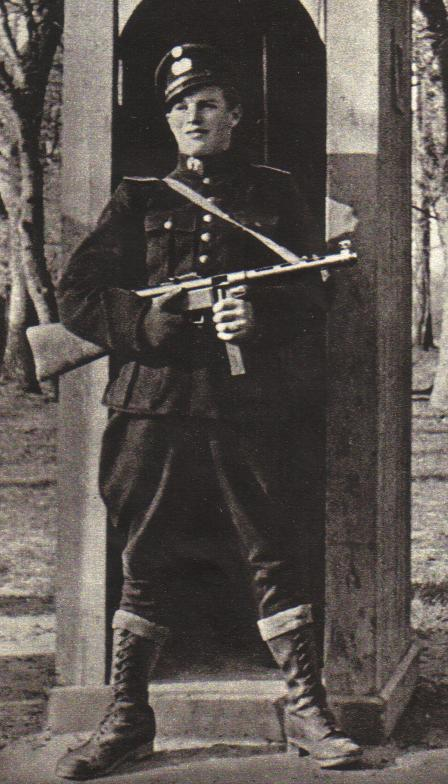
Duński oficer HIPO

Korpus HIPO (duń. HIPO-korpset) – ochotnicza policyjna formacja pomocnicza w okupowanej Danii złożona z duńskich kolaborantów istniejąca pod koniec II wojny światowej.
Korpus HIPO powstał po rozwiązaniu przez Niemców duńskiej policji 19 września 1944 r. Podlegał niemieckiej Hilfspolizei, od której zresztą został nazwany (Hilfspolizei). Liczył ok. 550 ludzi. Na jego czele stał Oktavius Norreen, a następnie kpt. Erik V. Petersen. Członkowie Korpusu przejęli od policjantów umundurowanie, wyposażenie i uzbrojenie. Używali także mundurów Korpusu Strażniczego Luftwaffe w Danii. Rekrutowali się oni w większości z Korpusu Schalburga. Ich siedzibą była b. kwatera główna policji w Kopenhadze.
Prowadzili na terenie Danii akcje przeciwko ruchowi oporu oraz ochraniali różne budynki użyteczności publicznej. Przez większość Duńczyków byli znienawidzeni z powodu swojej brutalności i bezwzględności; ludzi podejrzewanych choćby o sympatie dla konspiracji często torturowali i mordowali. Po wyzwoleniu Danii 46 członków Korpusu HIPO zostało skazanych na śmierć i rozstrzelanych pod zarzutem zdrady stanu, morderstw i tortur.